# Alton Redd
Alton C. Redd (* 1. Oktober 1904 in Louisiana; † 7. Juni 1979 in Los Angeles) war ein amerikanischer Musiker (Schlagzeug, Gesang) des traditionellen Jazz.
Alton Redd arbeitete ab den 1940er-Jahren in Los Angeles vor allem bei Kid Orys Creole Jazz Band, mit dem er auch in Europa tourte. 1946 hatte er die Gelegenheit, unter eigenem Namen vier Titel für das lokale Label Bel-Tone einzuspielen; in seiner Band, dem Low Down Blues Orchestra spielten Snooky Young, Tom Davis, Harold Morrow, Joe Lewis, Edgar Mason und Henry Tucker Green. 1965 spielte er auch mit Keith Smith und der New Orleans Jazz Band. Im Bereich des Jazz war er zwischen 1944 und 1970 an 17 Aufnahmesessions beteiligt, zuletzt bei Louis Armstrongs Konzert im Shrine Auditorium.
Redd war der Vater der Jazzmusikerin Vi Redd.